# Tommy Hitchcock Jr.
Tommy Hitchcock Jr. (n. 11 februarie 1900, Aiken⁠(d), Carolina de Sud, SUA – d. 19 aprilie 1944, Salisbury, Anglia, Regatul Unit) a fost un jucător de polo ce a reprezentat Statele Unite ale Americii, medaliat olimpic. A participat la o ediție a Jocurilor Olimpice (1924) în care a câștigat o medalie de argint.

## Participări
Lista de mai jos prezintă principalele competiții la care a participat Tommy Hitchcock Jr. de-a lungul carierei.
- polo at the 1924 Summer Olympics – men's tournament[*][3]